# Шварц, Альберт Соломонович
Шварц Альберт Соломонович (род. 24 июня 1934, Казань) — советский и американский математик и физик-теоретик.
В 1955 г. окончил Ивановский педагогический институт, затем поступил в аспирантуру МГУ, которую окончил под руководством П. С. Александрова. В 1958 г. защитил кандидатскую диссертацию, в 1960 г. докторскую диссертацию в МГУ. В 1958—1964 гг. преподавал в Воронежском университете, в 1964—1989 гг. работал в должности профессора МИФИ.
 С 1990 г. живёт в США и работает профессором Калифорнийского университета в Дейвисе.
Шварц известен как один из первых исследователей теории Морса и топологической квантовой теории поля.
Одно из фундаментальных понятий топологической сложности
названо в его честь родом Шварца. Известен работами по некоммутативной геометрии. Первая буква его фамилии «S» упомянута в знаменитой теории AKSZ (названа в честь Михаила Александрова, Максима Концевича, Шварца и Олег Заборонского).
В 1990 году Шварц был приглашенным докладчиком Международного конгресса математиков в Киото. Он был избран в 2018 году действительным членом Американского математического общества.

## Монографии
- Математические основы квантовой теории поля, Атомиздат, 1975, Москва.
- Элементы квантовой теории поля. Бозонные взаимодействия, Атомиздат, 1975, Москва.
- Квантовая теория поля и топология, 1989, Москва.
- Topology for physicists, Springer, 1996.
- Quantum field theory and topology, Grundlehren der Math. Wissen. 307, Springer 1993 (translated from Russian original Kvantovaja teorija polja i topologija, Nauka, Moscow, 1989).
- Mathematical Foundations of Quantum Field Theory, 2020.

## Избранные статьи
- A. S. Švarc, Род расслоенного пространства, Докл. АН СССР (The genus of a fiber space (Russian), Dokl. Akad. Nauk SSSR (N.S.)) 119 (1958), no. 2, 219—222.
- A. Schwarz, O. Zaboronsky, Supersymmetry and localization, Comm. Math. Phys. 183(2) (1997), 463—476.
- M. Alexandrov, M. Kontsevich, A. Schwarz, O. Zaboronsky, The geometry of the master equation and topological quantum field theory, Int. J. Modern Phys. A12(7):1405-1429, 1997.
- V. Kac, A. Schwarz, Geometric interpretation of the partition function of 2D gravity, Phys. Lett. B257 (1991), nos. 3-4, 329—334.
- A. A. Belavin, A. M. Polyakov, A. S. Schwartz, Yu. S. Tyupkin, Pseudoparticle solutions of the Yang-Mills equations, Phys. Lett. B59 (1975), no. 1, 85-87.
- V. N. Romanov, A. S. Švarc, Anomalies and elliptic operators (Russian), Teoret. Mat. Fiz. 41 (1979), no. 2, 190—204.
- S. N. Dolgikh, A. A. Rosly, A. S. Schwarz, Supermoduli spaces, Comm. Math. Phys. 135 (1990), no. 1, 91-100.